# Portals of Grace
Portals of Grace è il primo album in studio da solista della cantante iraniana Azam Ali, pubblicato nel 2002.

## Tracce
1. Lasse pour quoi – 6:21
2. La Serena – 4:31
3. Breton Medley – 3:57
4. O felix (Anima) – 5:18
5. Ben pode Santa Maria – 3:08
6. O quanta qualia – 3:59
7. Sackpipslät – 2:40
8. Ai ondas – 5:12
9. A chantar m'er – 6:31
10. Inna-I-Malak – 5:23
11. El rey de Francia – 4:31